# Accademia Musicale Chigiana

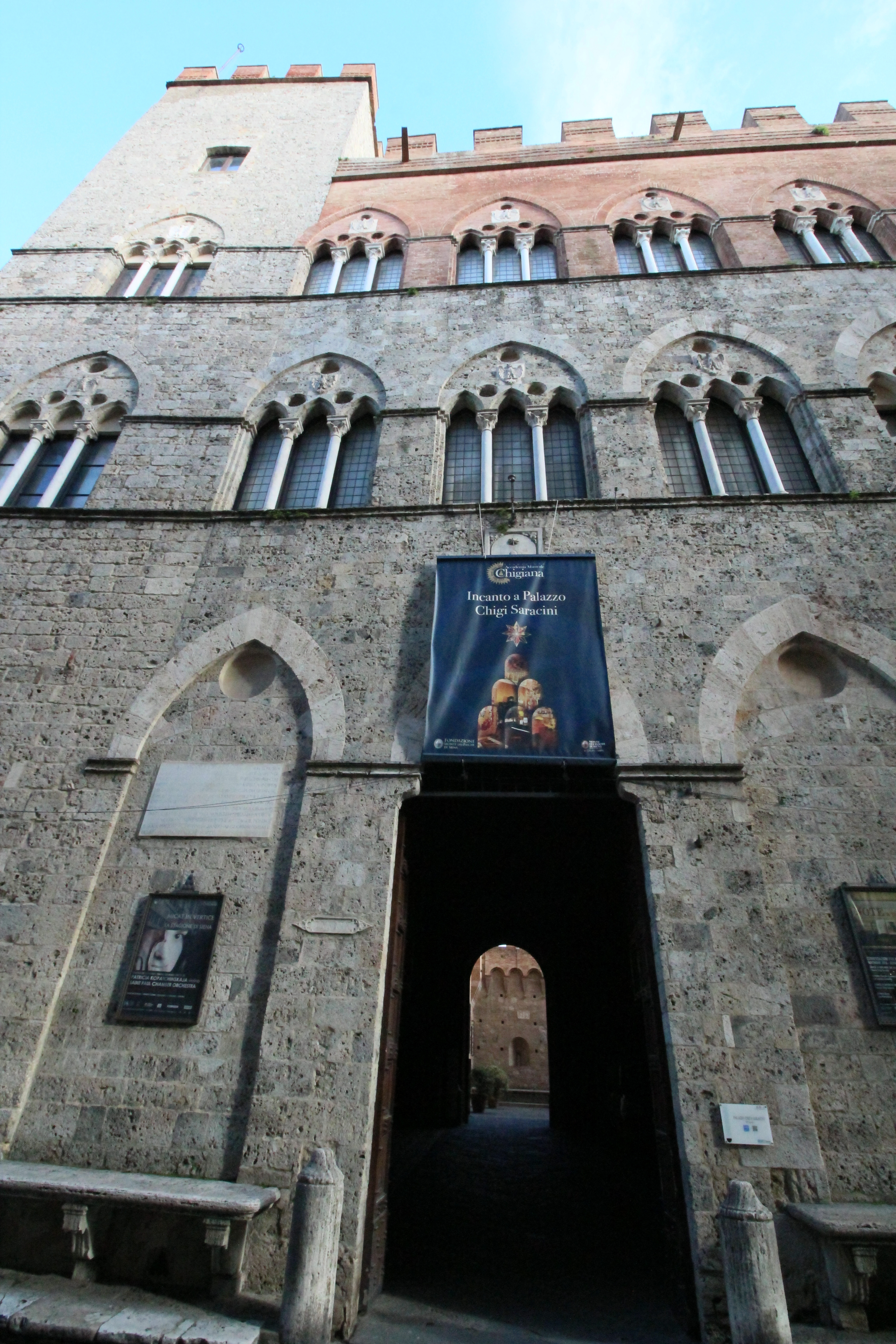
Accademia Musicale Chigiana

De Accademia Musicale Chigiana (muziekacademie van Chigi, ook wel kortweg Chigiana genoemd) is een internationaal muziekinstituut opgericht in 1932 in Siena door de weldoener graaf Guido Chigi Saracini. Zijn doel was om vergevorderde opleidingen en masterclasses te bieden voor klassiek geschoolde instrumentalisten en zangers. De graaf stelde zijn bezittingen ter beschikking van de academie, waaronder het gebouw waarin de academie is gevestigd. 

## Geschiedenis
Al voor de officiële oprichting van de academie waren er in Siena al activiteiten die later deel gingen uitmaken van het instituut, zoals de concerten in het winterseizoen (vanaf 1923), het Festival della Società Internazionale di Musica Contemporanea (Festival van het genootschap voor eigentijdse muziek) gedurende welke in 1928 wereldpremièrees werden gespeeld van Prokofjev, Walton, Casella, Ravel, Webern, Hindemith en De Falla.
Een paar jaar na de oprichting had de Chigiana als leerlingen afkomstig uit meer dan 50 landen, wat deels te verklaren is doordat er in die tijd niet veel masterclasses werden gegeven. 
In 1939 werd een aanvang gemaakt met de Settimana Musicale Senese (Muziekweek van Siena), geleid door Alfredo Casella die zich ten doel stelde om Italiaanse componisten van weleer te herontdekken, zoals Vivaldi, en vervolgens ook Pergolesi, Galuppi, Caldara en Salieri. Ook componisten als Rossini, Donizetti en Cherubini kregen zo hernieuwde aandacht.

## Activiteiten
De Chigiana wordt gefinancierd vanuit het erfgoed van Graaf Chigi Saracini en door de bank Monte dei Paschi di Siena (sinds 1961). De academie bezit een kunstgalerie, de Collezione Chigi Saracini, waartoe werken behoren van onder meer Sassetta, Sano di Pietro, Botticelli, Sodoma, Beccafumi, Vanni en Maccari, en verder een muziekbibliotheek met ca. 70.000 boeken en een verzameling waardevolle muziekinstrumenten, waartoe een cello behoort van Stradivarius.
In de zomerperiode worden concerten gegeven in het kader van de Estate Musicale Chigiana (Muziekzomer van Chigi). De huidige artistiek directeur is Aldo Bennici.

## Prijzen
In 1982 werd de Premio Internazionale Accademia Musicale Chigiana (Internationale Prijs van de Muziekacademie van Chigi) ingesteld, bestemd voor jonge musici die hun kwaliteiten al hebben bewezen, in de specialisaties piano en viool. Tijdens het concours, dat nog steeds wordt gehouden, worden de winnaars uitgeroepen door een jury die bestaat uit muziekjournalisten, de directeur van de Academie en de docenten van de betreffende discipline. In 1983 werd het Alfredo Casella-concours ingesteld, voor ensembles die zich wijden aan avantgarde-muziek. 
Tot de winnaars behoren:

### Viool
- Gidon Kremer (1982)
- Shlomo Mintz (1984)
- Anne-Sophie Mutter (1986)
- Viktoria Mullova (1988)
- Frank Peter Zimmermann (1990)
- Gil Shaham (1992)
- Maxim Vengerov (1995)
- Tabea Zimmermann (1997)
- Julian Rachlin (2000)
- Hilary Hahn (2002)
- Sarah Chang (2005)

### Piano
- Peter Serkin (1983)
- Krystian Zimerman (1985)
- András Schiff (1987)
- Andrej Gavrilov (1989)
- Jevgeni Kissin (1991)
- Andrea Lucchesini (1994)
- Lilya Zilberstein (1998)
- Leif Ove Andsnes (2001)
- Arcadi Volodos (2003)
- Paul Lewis (2006)

### Overige
- de dirigent Esa-Pekka Salonen (1993)
- de strijkkwartetten het Hagen Quartet (1996) en het Artemis Quartet (2004)
- de cellist Matt Haimowitz (1999).

## Bekende leerlingen
- Daniel Barenboim
- Carlo Maria Giulini
- Antonio Cece
- Roberto Carnevale
- Zubin Mehta
- Claudio Abbado
- Daniel Oren
- Roman Vlad
- Salvatore Accardo
- Uto Ughi
- Mario Lamberto
- Domenico Nordio
- Alirio Diaz
- Gaspar Cassadó

## Bekende docenten
- Guido Agosti
- Carlo Maria Giulini
- Salvatore Accardo
- Riccardo Brengola
- Bruno Giuranna
- Franco Petracchi
- Franco Donatoni
- Kenneth Gilbert
- Severino Gazzelloni
- Franco Gulli
- Oscar Ghiglia
- Boris Belkin
- Jurji Bashmet
- Aurèle Nicolet
- Michele Campanella
- Shirley Verrett
- Raina Kabaivanska
- Alain Meunier
- Patrick Gallois
- Gianluigi Gelmetti
- Mario Brunello
- Piero Farulli
- Joaquin Achucarro
- Antony Pay
- Susanna Mildonian
- Andrés Segovia
- Trio di Trieste
- Koichiro Harada
- Christophe Rousset
- Uto Ughi
- Giuliano Carmignola
- Azio Corghi
- Pablo Casals
- Antônio Meneses